# 유부레촌
유부레촌(일본어: 湯触村)은 일본 가나가와현 아시가라카미군에 존재했던 촌이다. 현재의 야마키타정 남서부에 해당한다.

## 역사
- 1889년 4월 1일 - 정촌제 시행에 의해 아시가라카미군 유부레촌이 성립하였다.
- 1911년 4월 1일 - 가와니시촌에 편입해, 동일 유부레촌은 폐지되었다.

## 참고 문헌
- 角川日本地名大辞典編纂委員会,『角川日本地名大辞典 神奈川県』1984, 角川書店